# Les Constructeurs de l'extrême (Canada)
Les Constructeurs de l’extrême (Timber Kings) est une émission de téléréalité canadienne en 47 épisodes de 50 minutes diffusée entre le 5 janvier 2014 et le 23 avril 2017 sur la chaîne HGTV.
En France, l'émission est diffusée sur RMC Découverte, et en Belgique sur ABXplore.

## Concept
Avec plus de 40 ans d'expérience, les maisons Pioneer en rondin de bois peuvent fournir la compétence requise pour construire des maisons de rêves pour leurs clients. Ils peuvent même créer des rondins de cèdre avec de belles sculptures sur bois symbolisant la beauté de la mère nature.

## Épisodes
| Saison | Épisodes | Début          | Fin           |
| ------ | -------- | -------------- | ------------- |
| 1      | 10       | 5 janvier 2014 | 9 mars 2014   |
| 2      | 15       | 4 janvier 2015 | 6 avril 2015  |
| 3      | 12       | 9 janvier 2016 | N/C           |
| 4      | 10       | 5 mars 2017    | 23 avril 2017 |

Saison 1
1. Le repère (Truck Overboard)
2. Le Convoi de la peur (Gone Fiching)
3. Comme au Far-west (Heir Apparent)
4. Un poulailler de luxe (Hard Hat & Home)
5. Au sommet de la montagne (Jolly Ole Island)
6. Une vie de chien (Peter in a Pickle)
7. Une maison dans le désert (Wilderness Retreat)
8. Efficacité allemande (German Efficiency)
9. Sale temps en Arkansas (Arkansas Shuffle)
10. Le boss en action! (The Boss Can Build)

Saison 2
1. Projets colossaux (Old Dog, New Tricks)
2. Guerre froide (Active Duty)
3. Deal d'enfer (A Big Deal)
4. Embourbé (Pig in Mud)
5. L'exception française (Out on a Limb)
6. Direction Terre-Neuve (Cold War)
7. Un challenge à risque (Make a Mark)
8. À flux tendu (High Rollers)
9. Perte de contrôle (Trial By Fire)
10. En plein rush (The Getaway)
11. La Première Fois (Planes, Cranes and Automobiles)
12. Maison XXL (Great Expectations)
13. Comme neuf (Good As New)
14. Démolition express (Barn Burner)
15. Dans les coulisses (Timber Kings: Behind the Sawdust)

Saison 3
1. Chantier périlleux (Cliffside Castle)
2. Remue ménage (Coming Home)
3. Dans la gadoue (It’s a Dirty Job)
4. Un rêve en fumée (Out of the Ashes)
5. Au bord du lac (Frying Pan into the Fire)
6. Ruée vers l'or (Going for Gold)
7. Rêves de gosses (Take to the Trees)
8. Le gros lot (Living the Dream)
9. Chasse et pêche (Night Sweats)
10. Vite fait mal fait (Log Building for Dummies)
11. Livraison express (Weather or Not)
12. Retour en terre natale (Hometown Hero)

Saison 4
1. Avis de tempête (Heaven's gate)
2. Dans la cour des grands (Under the gun)
3. Far West (Cowboy confidential)
4. Retraite dorée (History lessen)
5. Pas de fumée sans feu (Where there's smoke)
6. Contre vents et marées (Behind the 8 ball)
7. Comme au saloon (Giddy up)
8. Toucher le ciel
9. Nids douillets (Homes, sweet homes)
10. Ça déménage! (All Shook Up)

## Entreprise Pioneer Log Homes
- Bryan Reid, Sr. - Fondateur & propriétaire
- André Chevigny - Directeur général
- Bryan Reid, Jr. - Fils du fondateur
- Peter Arnold - Constructeur
- Joel Roorda - Constructeur
- Beat Schwaller - Constructeur